# 武蔵国府八幡宮

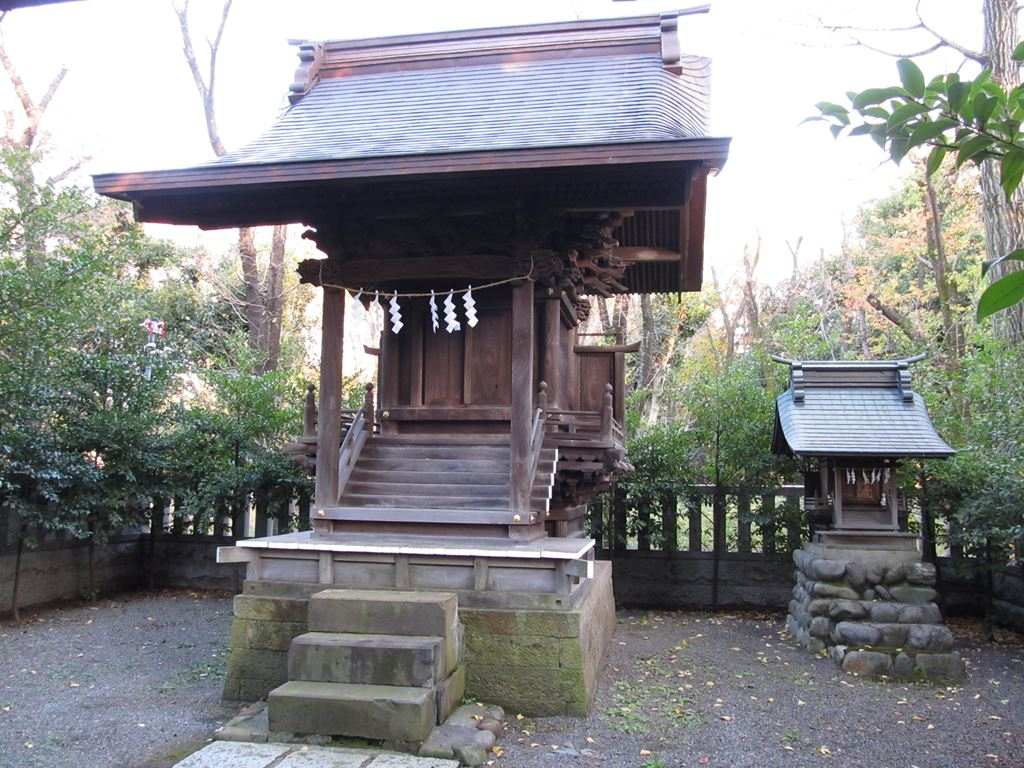
本殿

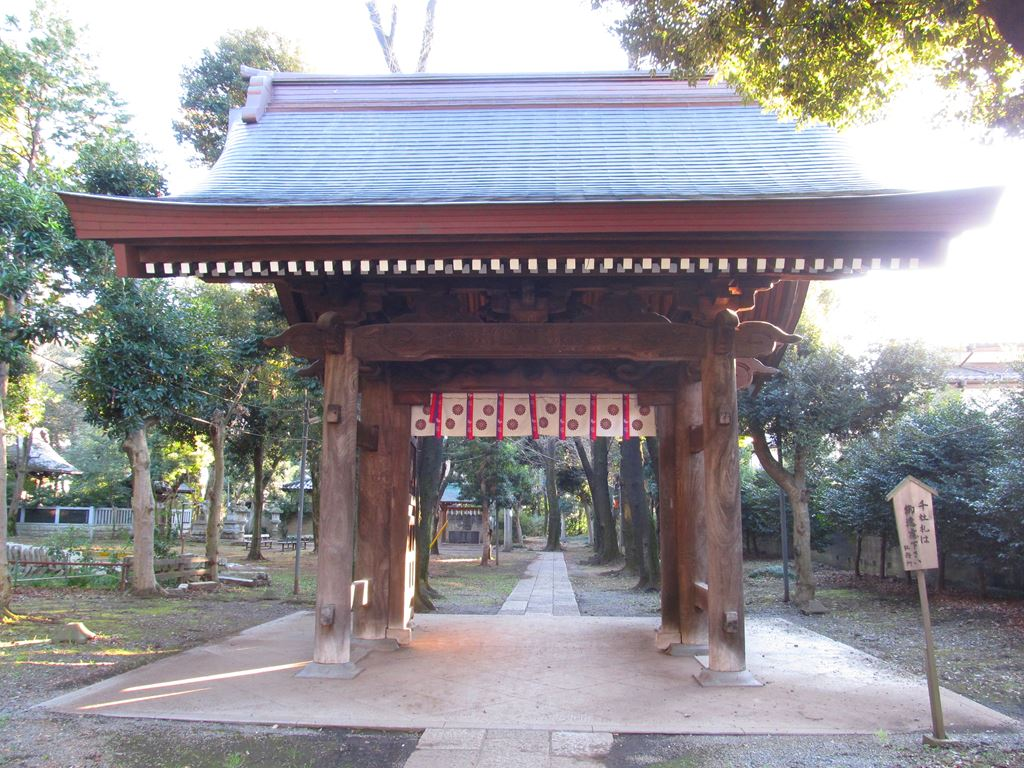
門

武蔵国府八幡宮（むさしのこくふはちまんぐう）とは、東京都府中市八幡町に所在する神社。「府中八幡宮」「六所八幡神社」ともいい、地元では単に「八幡神社」とも呼ぶ。

## 概要
八幡宮周辺は『江戸名所図会』に描かれている。
当社は、「武蔵国」の守護神として建立されたもの。
神輿は、1934年作成の二之宮神輿である。太鼓は、大国魂神社の先代二之宮太鼓。山車は、昭和26年製作で流派は船橋流。
境内からは中世の瓦が出土しており、かつては瓦葺きの社殿が存在していたことが推測される。
現在は、宮司・神主等の神職は不在であり、隣接する大國魂神社により管理されている。
国分寺市西元町の八幡神社が武蔵国の国分寺守護神であるならば、このように国府と国分寺の守護神が明確に分かれている珍しい例となる。

## 祭神
応神天皇（誉田別命）八幡神。

## 境内

### 参道
神社の入口は旧甲州街道に北面しており、「武蔵国府八幡宮」と記された石碑と石灯篭そして一の鳥居がある。また「武蔵府中郷土かるた」の標識がある。
長い参道を南へ進むと半ばに踏切があり、京王競馬場線が横切っている。踏切を渡ると京王電鉄が奉納した二の鳥居と立派な神門がある。さらに進んで左（東方）へ折れるとすぐ三の鳥居と手水舎がある。その先右手に社務所、正面に灯篭、狛犬、拝殿がある。本殿は西向きになっている。周りは杉などの鬱蒼とした林に囲まれている。

### 鳥居
二の鳥居は、1955年に京王帝都電鉄から奉納されたもの。東方5分程にある東府中駅の代わりに当社より北へ徒歩2分程の所に「八幡前駅」という駅がかつてあり（詳細は東府中駅の歴史を参照）、つながりは深い。

### 神門
明治31年大國魂神社に建設された随神門が、平成23年に旧水盤とともに当社へ移築されたもの。

## 歌など
大国様と八幡様が宿を探しており、八幡様が宿を捜してくると出かけたきり帰らず、待ちぼうけとなった大国様は、「まつはういものつらいもの」と言った。その話に出てくる八幡様が国府八幡宮の祭神であるという。このため、大国様を祀る大國魂神社の境内に松を植えても枯れてしまうとされ、市内の正月飾り（門松）には松を使用しないならわしとなっている。

## 近隣
- 神社の南側を東西に、東京競馬場から品川道へ至る「八幡道（やわたみち）」という道がある。
- 六所宮に至る京所道（きょうずどう・きょうずみち）が西側にある。
- 現、鳩林荘のケヤキ。1988年の環境庁全国巨樹巨木調査、幹周り440cm、高さ25M。

## その他
- 付近では、毎年陰暦8月十五日・秋の彼岸に放生会が行われた[11]。

## 八幡道
当社南側には、東西に細い道「八幡道（やわたみち）」が通っており、西は「京所道」につながり六所宮、東は品川道と瀧神社の上の「御滝道」につながっていた。

## ギャラリー

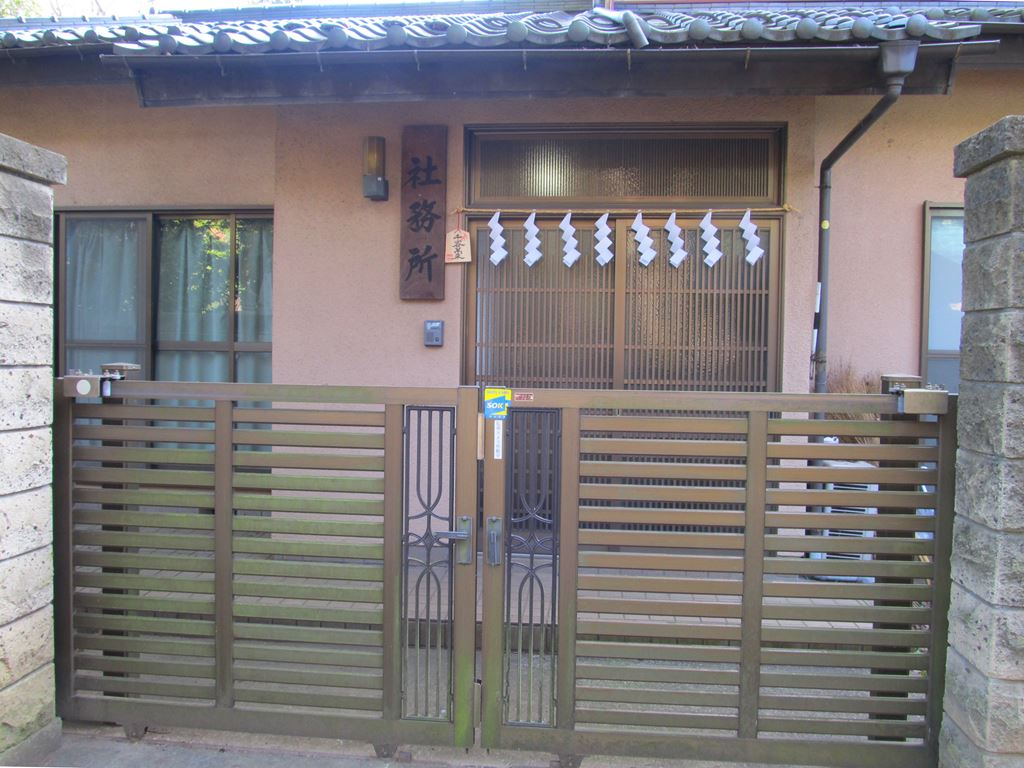
社務所
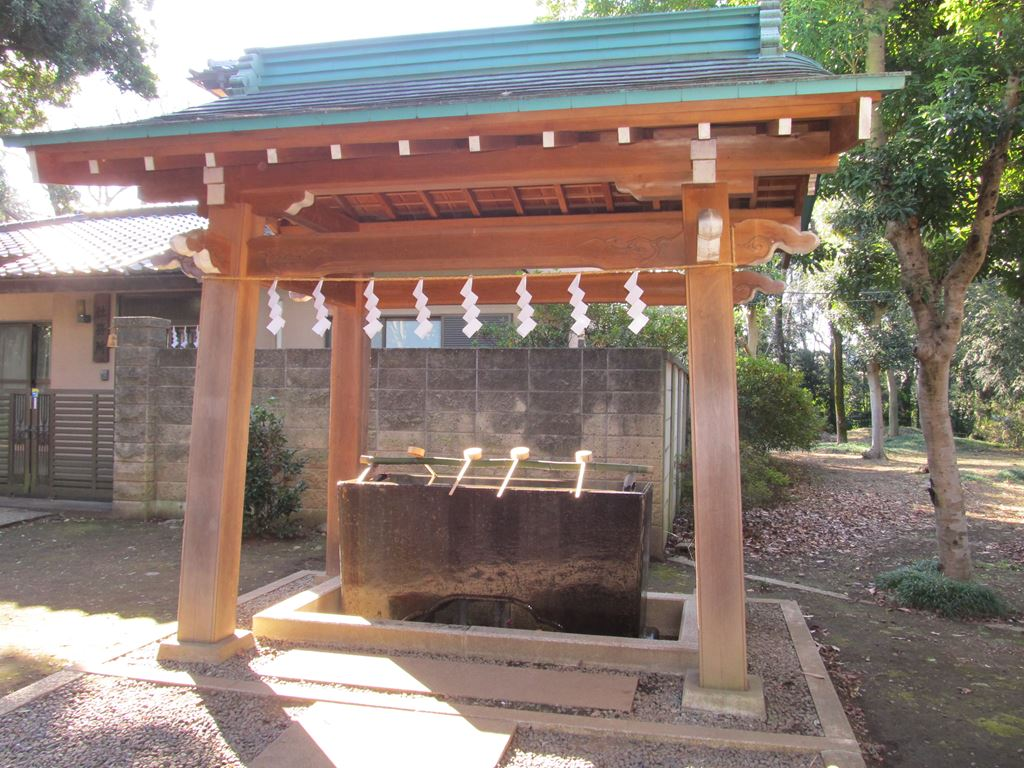
手水舎
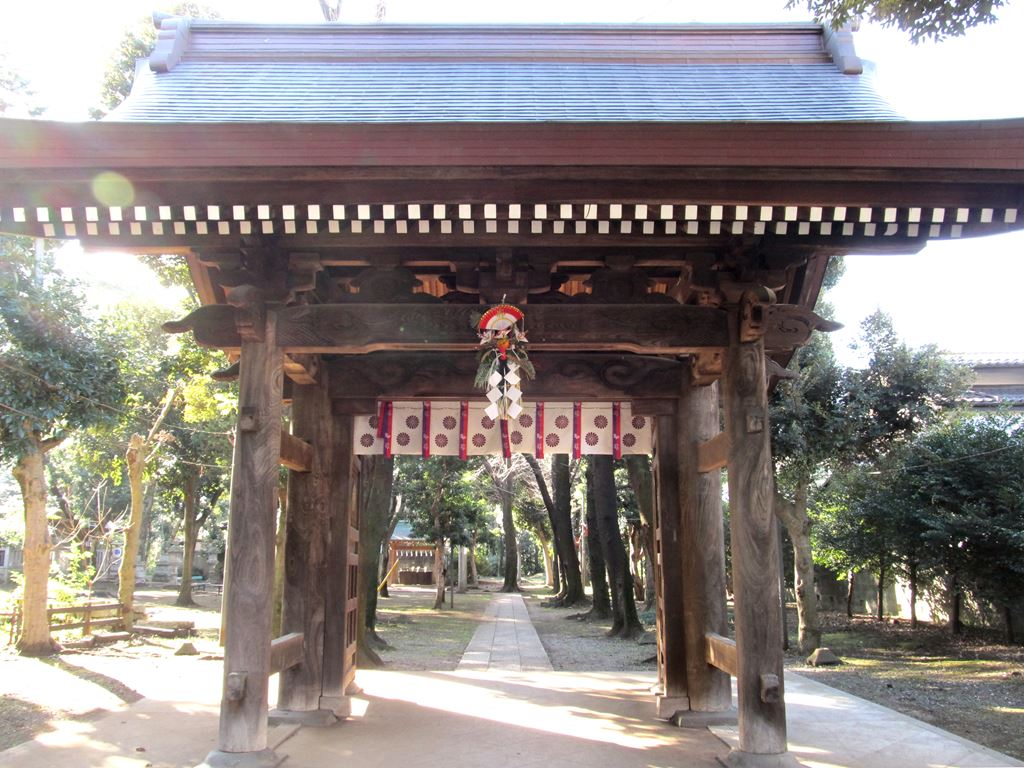
神門
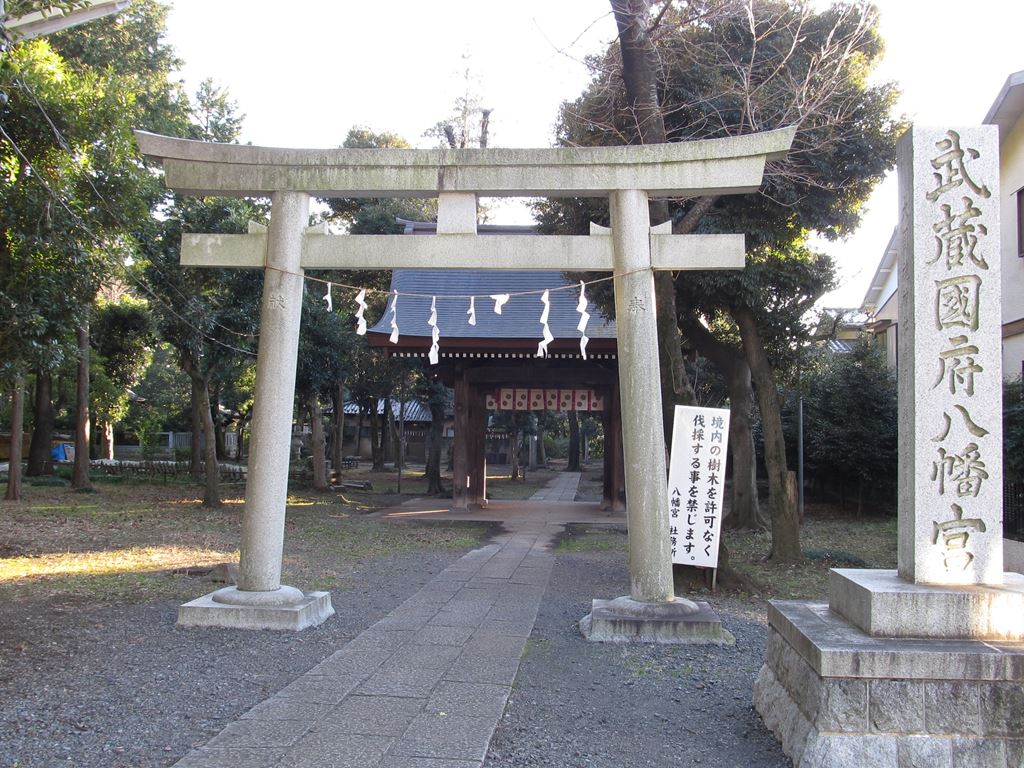
二の鳥居
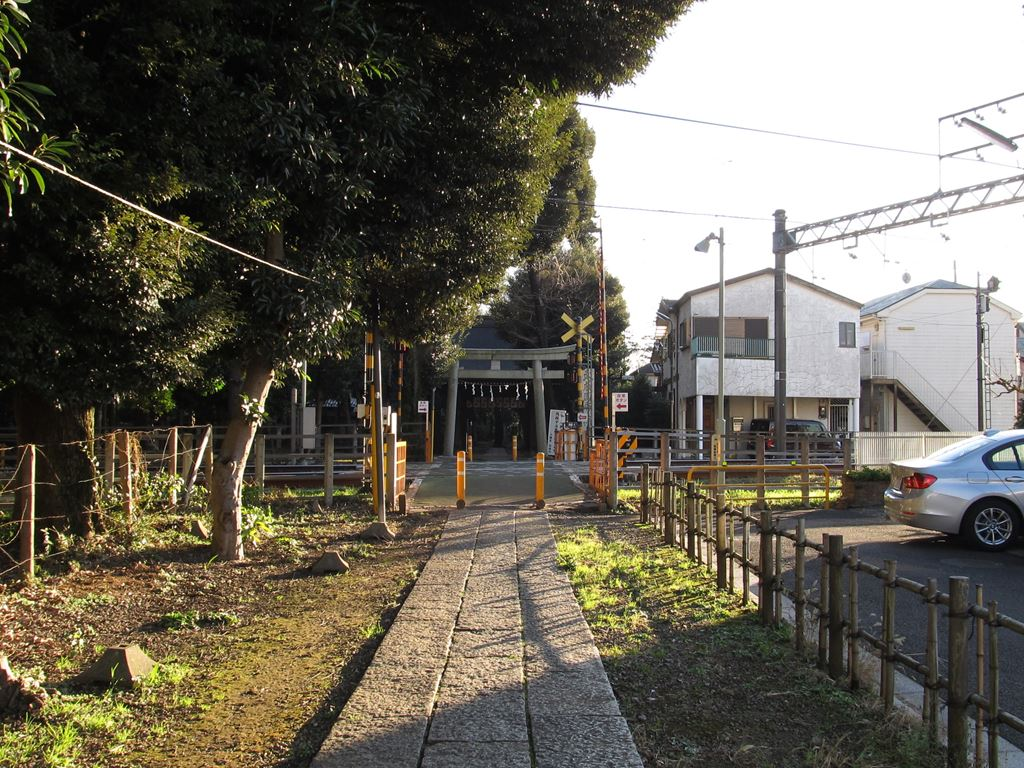
参道の京王競馬場線踏切
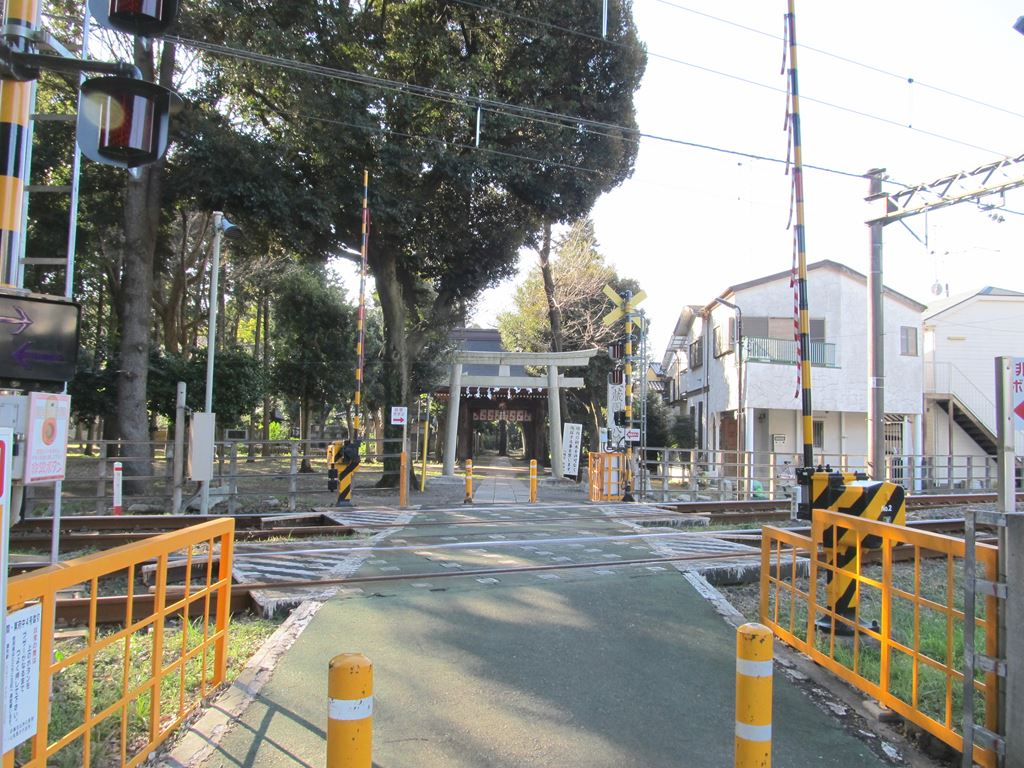
参道の京王競馬場線踏切
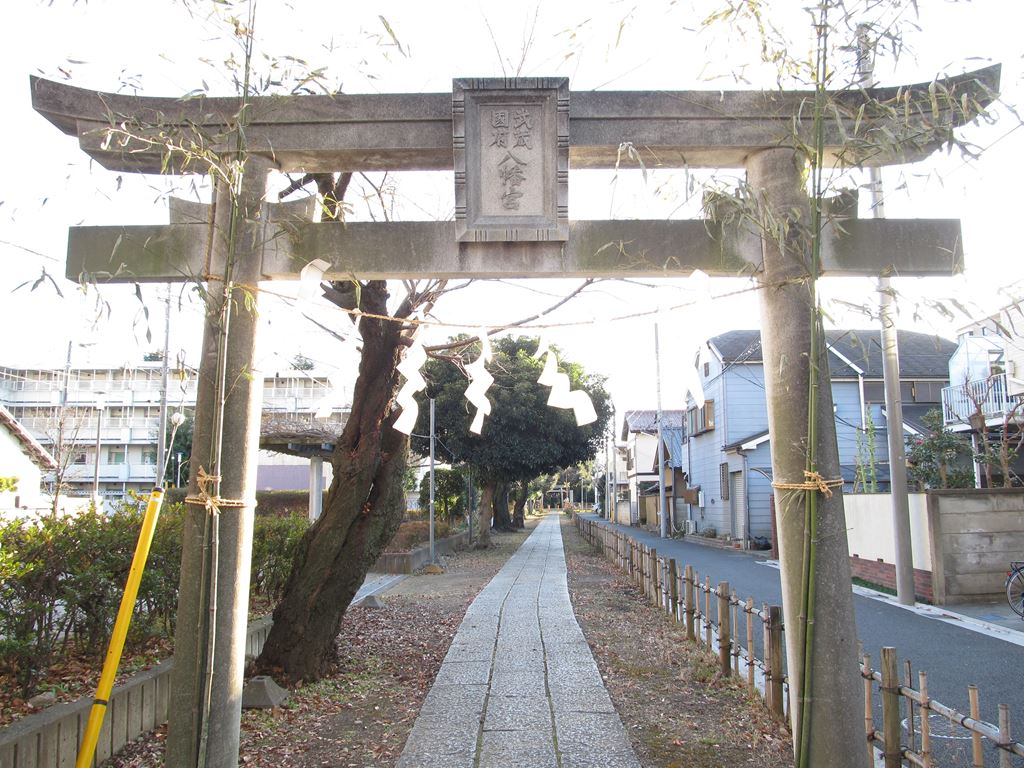
一の鳥居
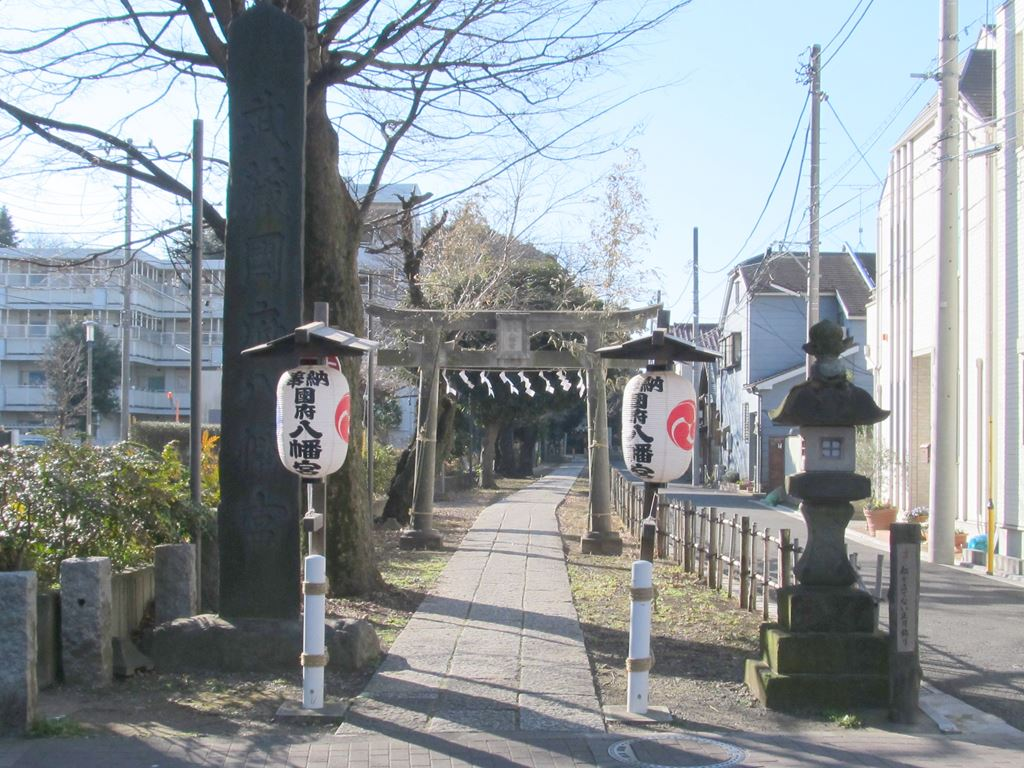
一の鳥居
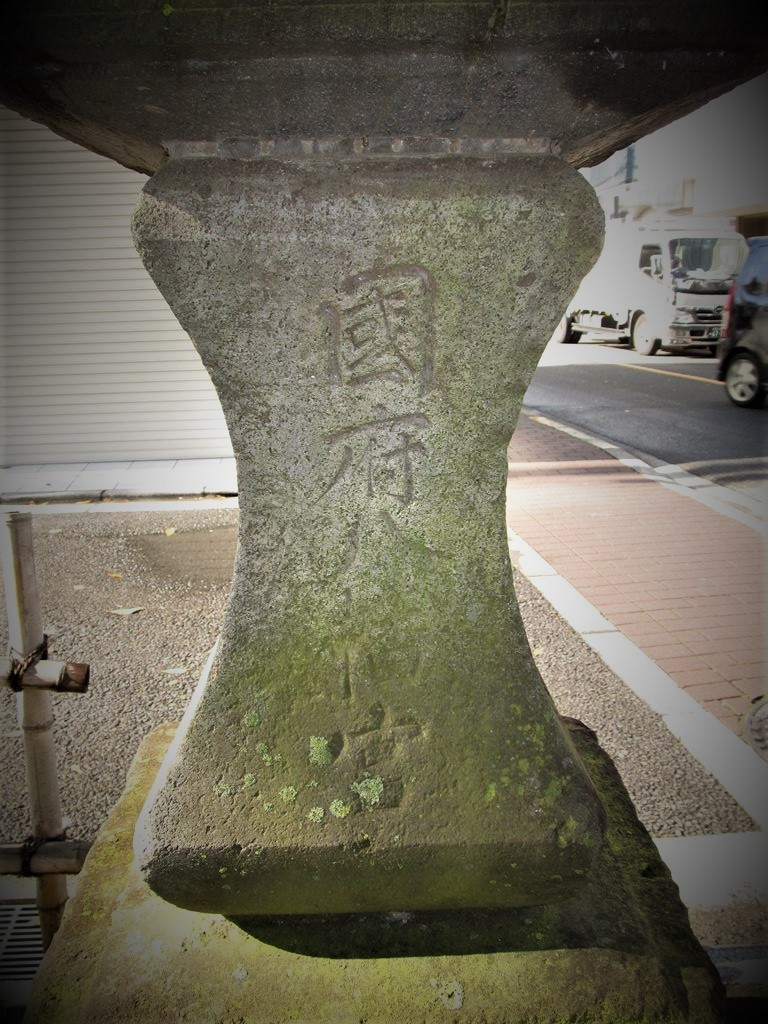
石灯篭
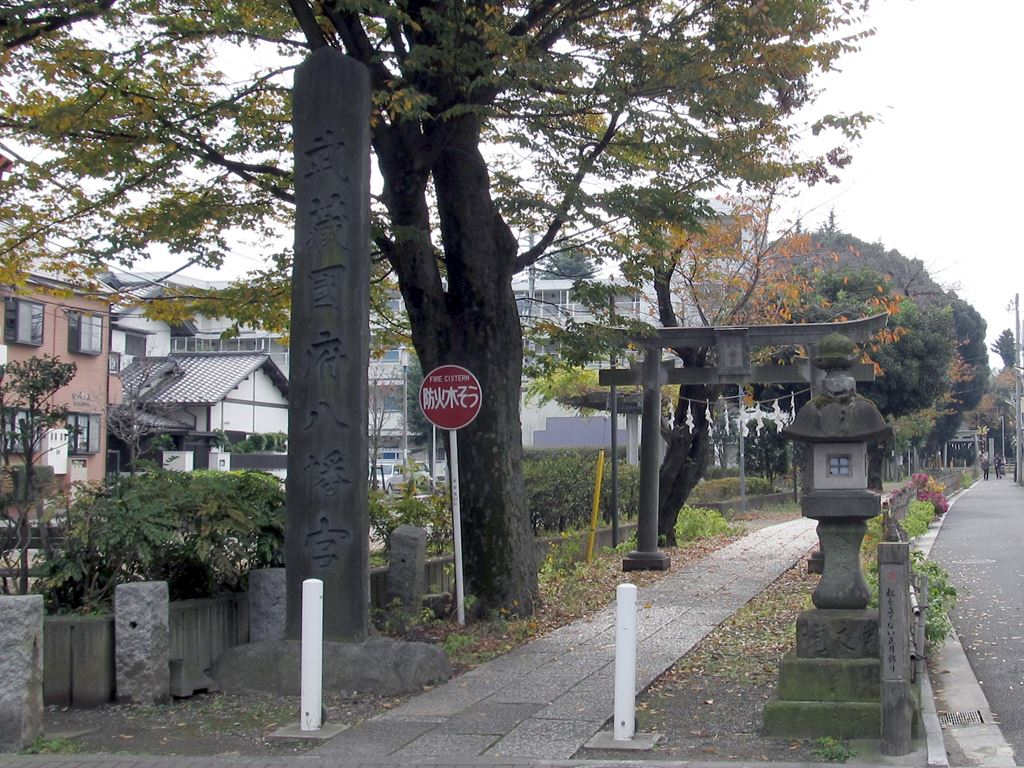
旧甲州街道からの入口
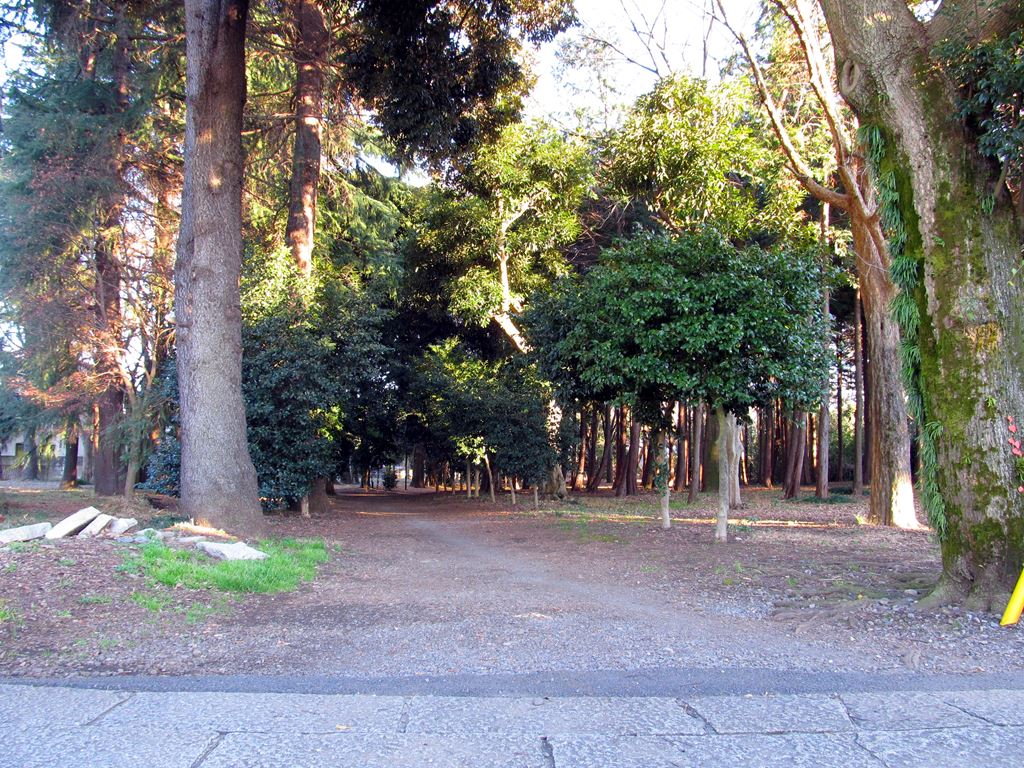
林
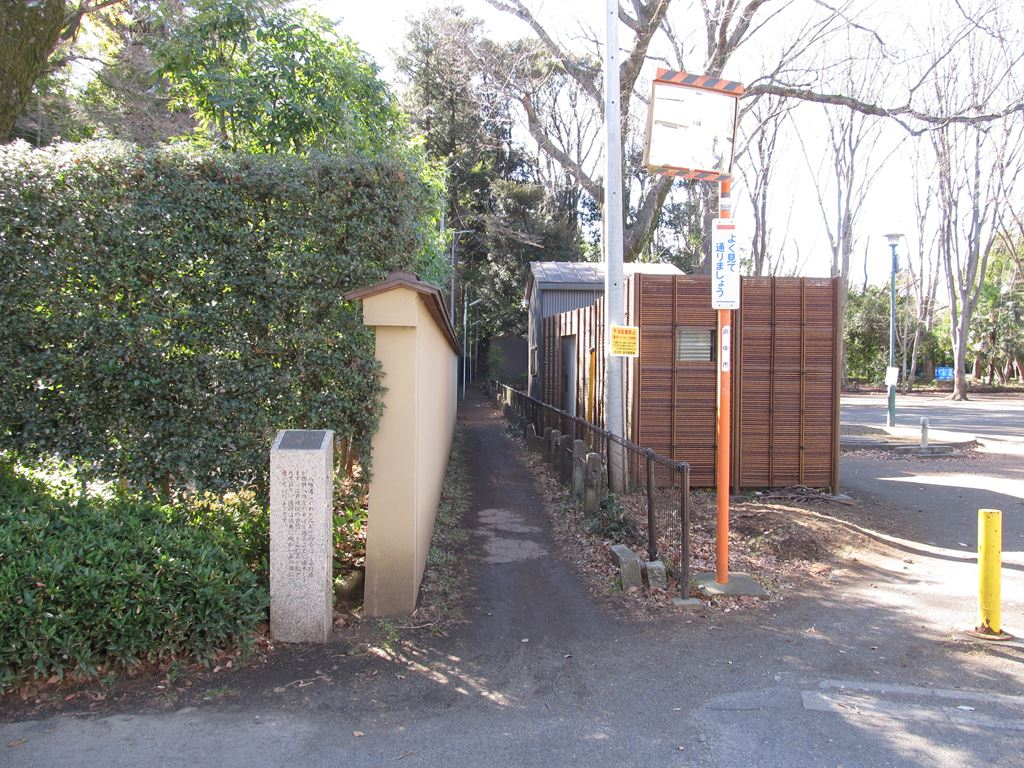
八幡道
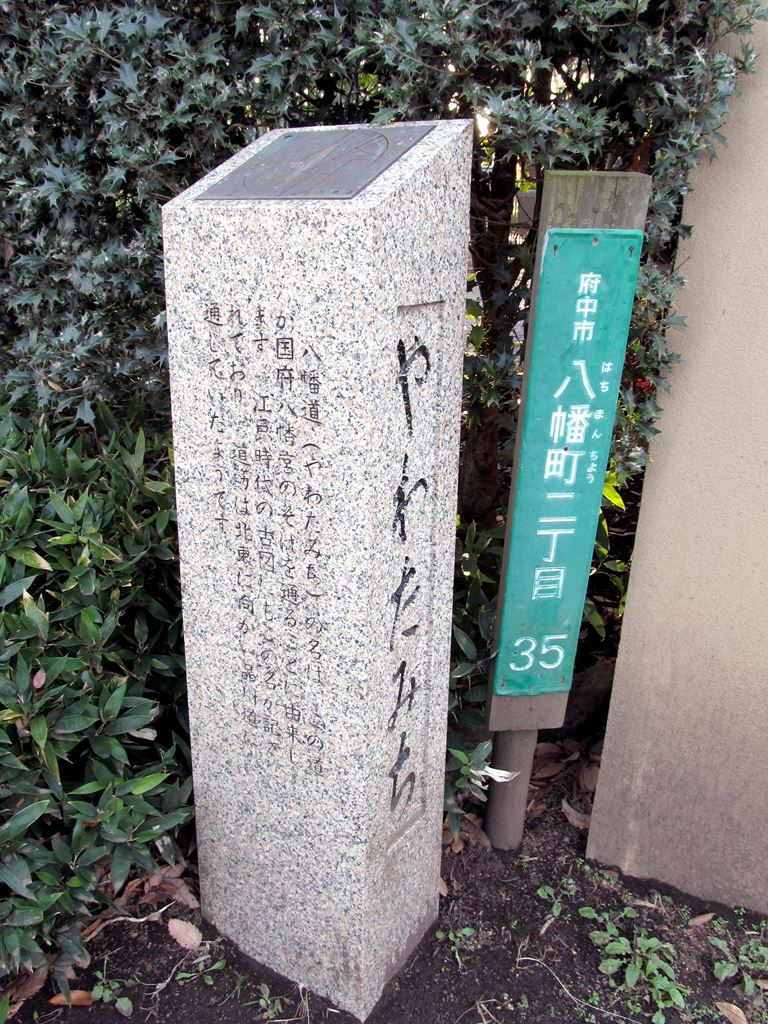
八幡道
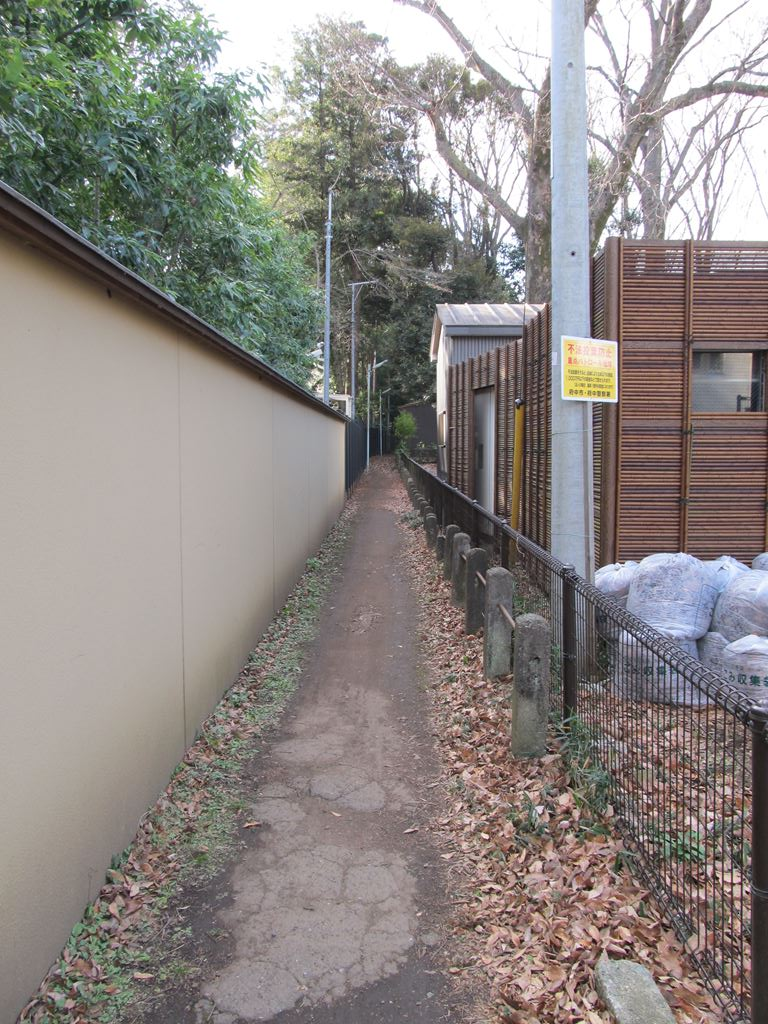
八幡道
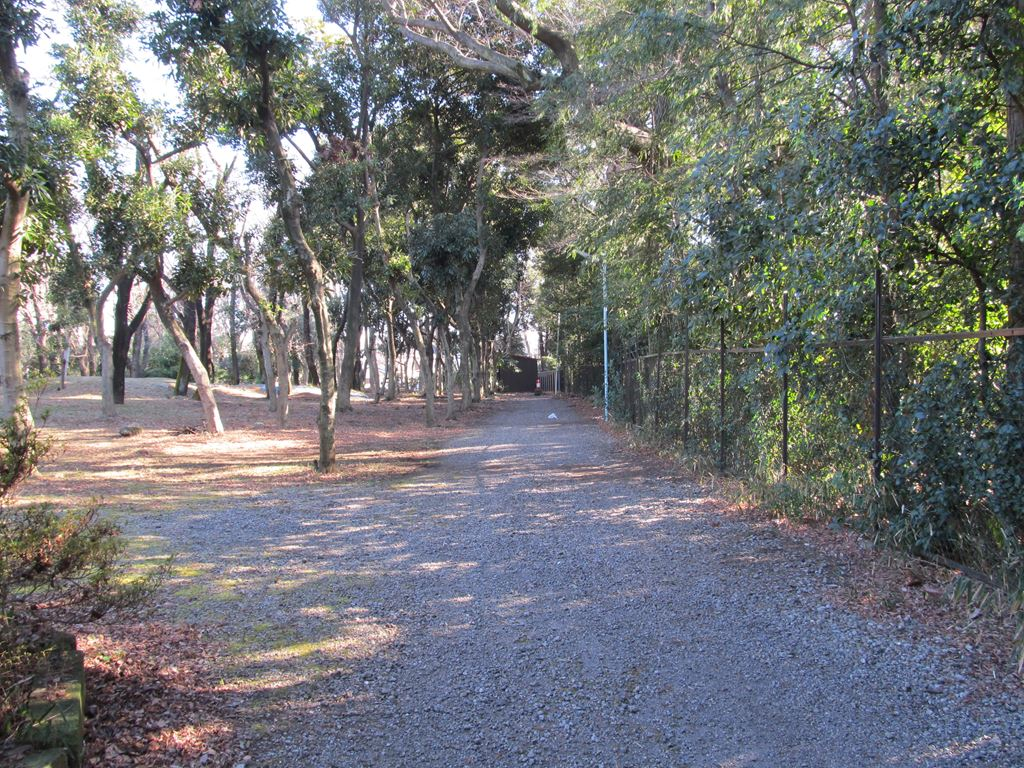
八幡道
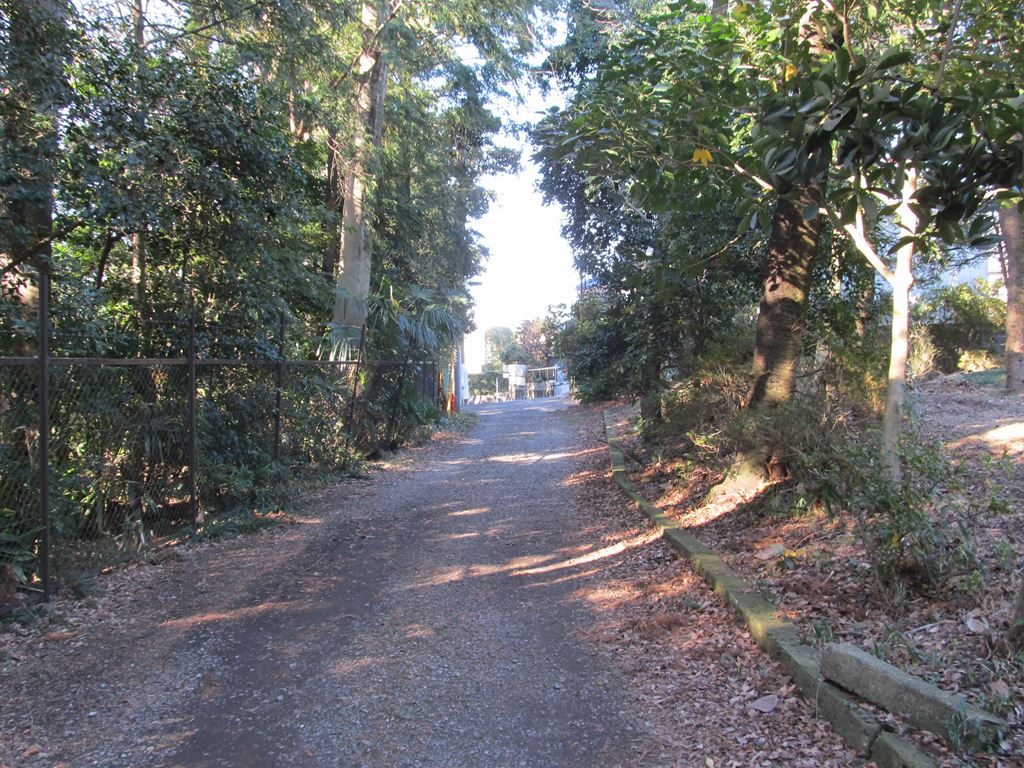
八幡道
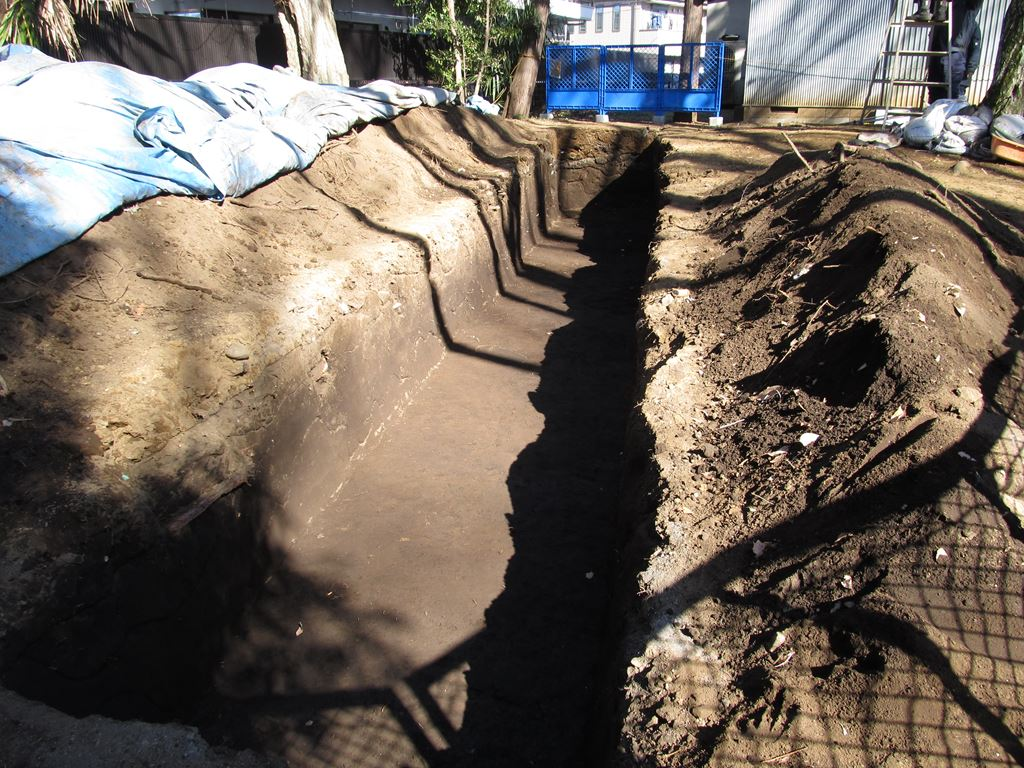
本殿裏手 - 八幡町地域公園に掛けての発掘調査
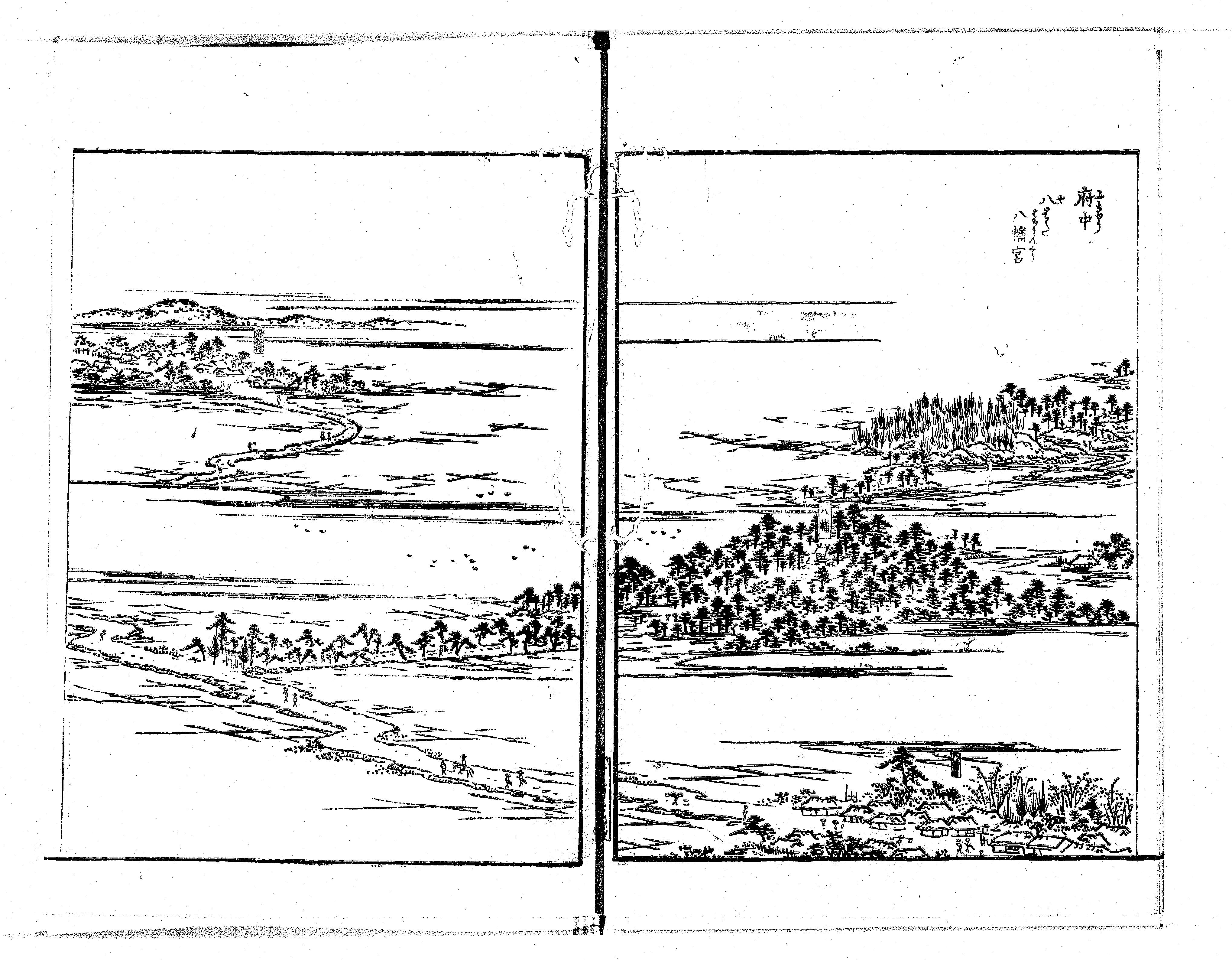
『江戸名所図会』「府中　八幡むら」